# Intel Paragon

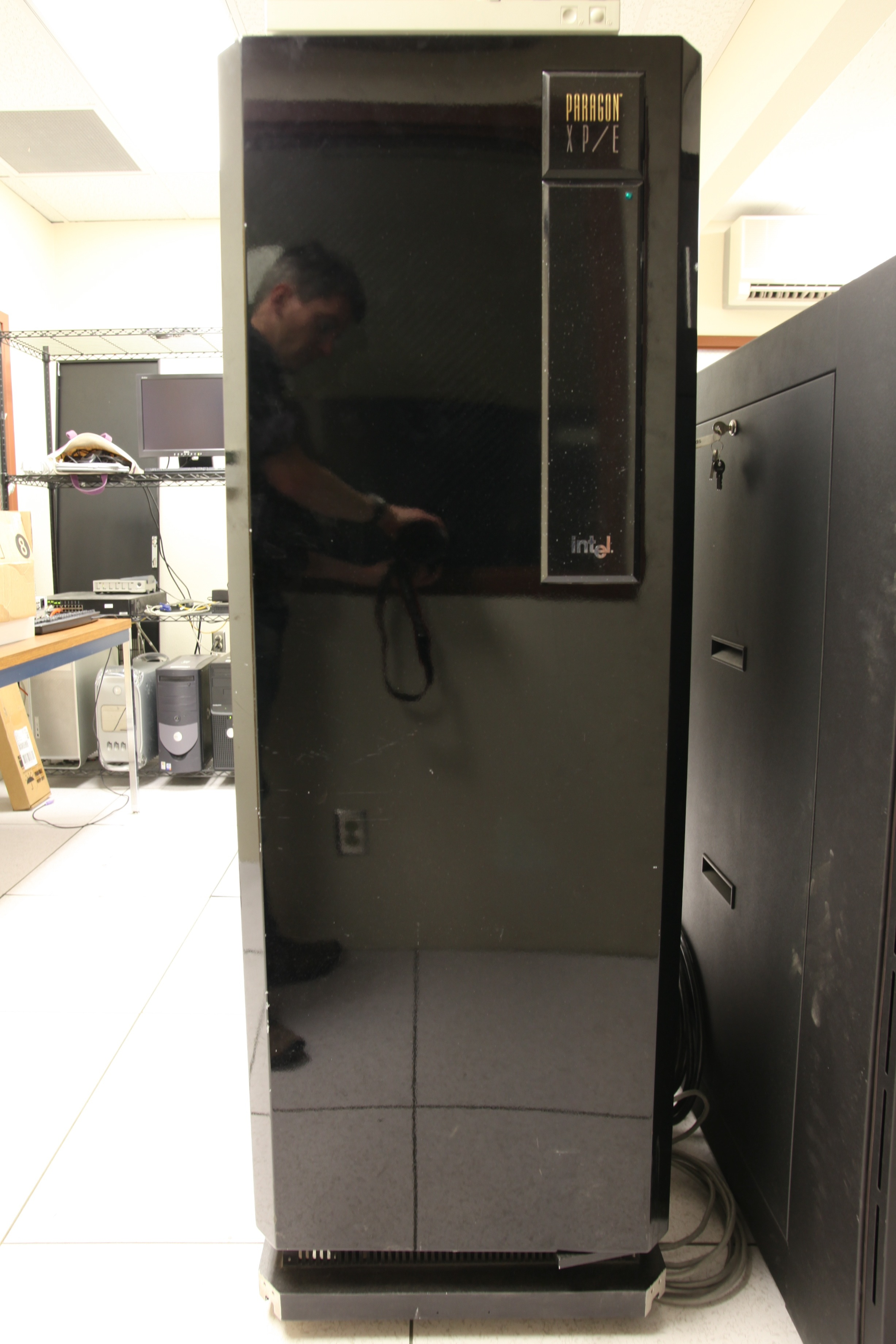
Intel Paragon XP-E, sistema singolo chiamato Cats

L'Intel Paragon è una serie di supercomputer a parallelismo massivo prodotti da Intel. Il Paragon XP/S è la versione commerciale del sistema sperimentale Touchstone Delta sviluppato al CalTech nel 1992. Il sistema sostituisce il precedente iPSC/860 dal quale eredita molte caratteristiche.
La serie Paragon utilizzava processori RISC Intel i860. Il sistema poteva utilizzare fino a 2048 processori (in seguito espansi fino a 4000) collegati da una rete a griglia bidimensionale. Nel 1993 venne presentata una versione economica chiamata Paragon XP/E con 32 processori.

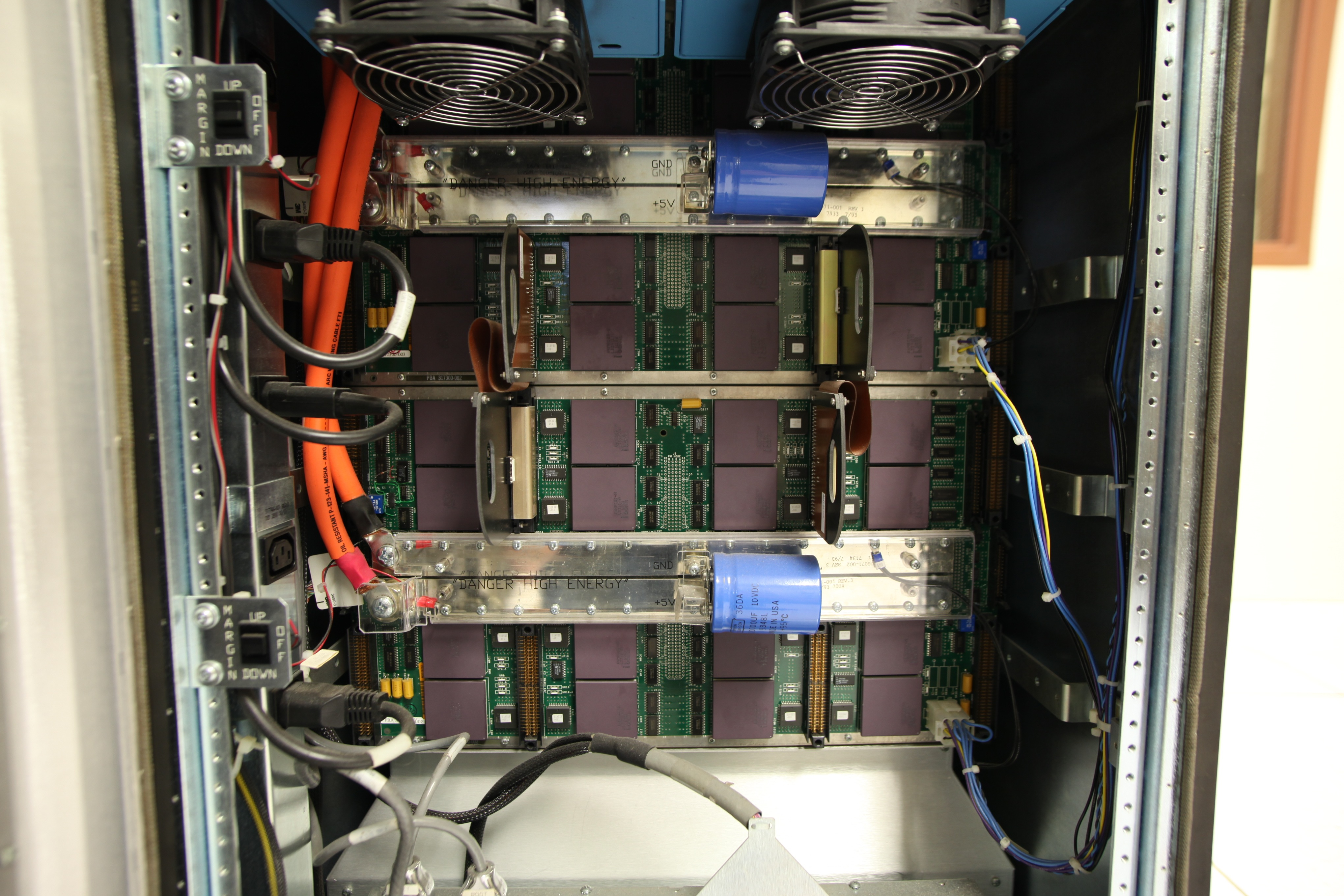
Rete di interconnessione dell'XP-E

Il sistema era formato da una serie di nodi che potevano essere partizionati a seconda delle necessità. Usualmente la maggior parte dei nodi erano nodi di calcolo e quindi erano senza disco e senza dispositivi di input. Una piccola parte dei nodi era dedicata alle operazioni di I/O e un'altra parte alla gestione dello storage. Dato che la maggior parte dei nodi di calcolo era senza dispositivi di memorizzazione si potevano prevedere configurazioni con sistemi di storage differenziati a seconda del grado di sicurezza delle informazioni trattate. In sostanza esistevano nodi di storage con informazioni classificate e nodi con informazioni non classificati che venivano collegati al sistema a seconda delle operazioni da eseguire.
Intel sviluppò il Paragon per utilizzare il sistema operativo distribuito OSF/1 su tutti i processori. Tuttavia l'idea si rivelò molto inefficiente e in seguito venne sostituito dal sistema operativo molto leggero SUNMOS sviluppato dai Sandia National Laboratories.
Il prototipo dell'Intel Paragon fu l'Intel Delta, costruito dall'Intel con i fondi del DARPA e installato presso il California Institute of Technology negli anni '80 con un contributo economico del National Science Foundation. Il Delta quando venne presentato fu uno dei pochi computer a superare ampiamente la legge di Moore.

## Nodi di calcolo

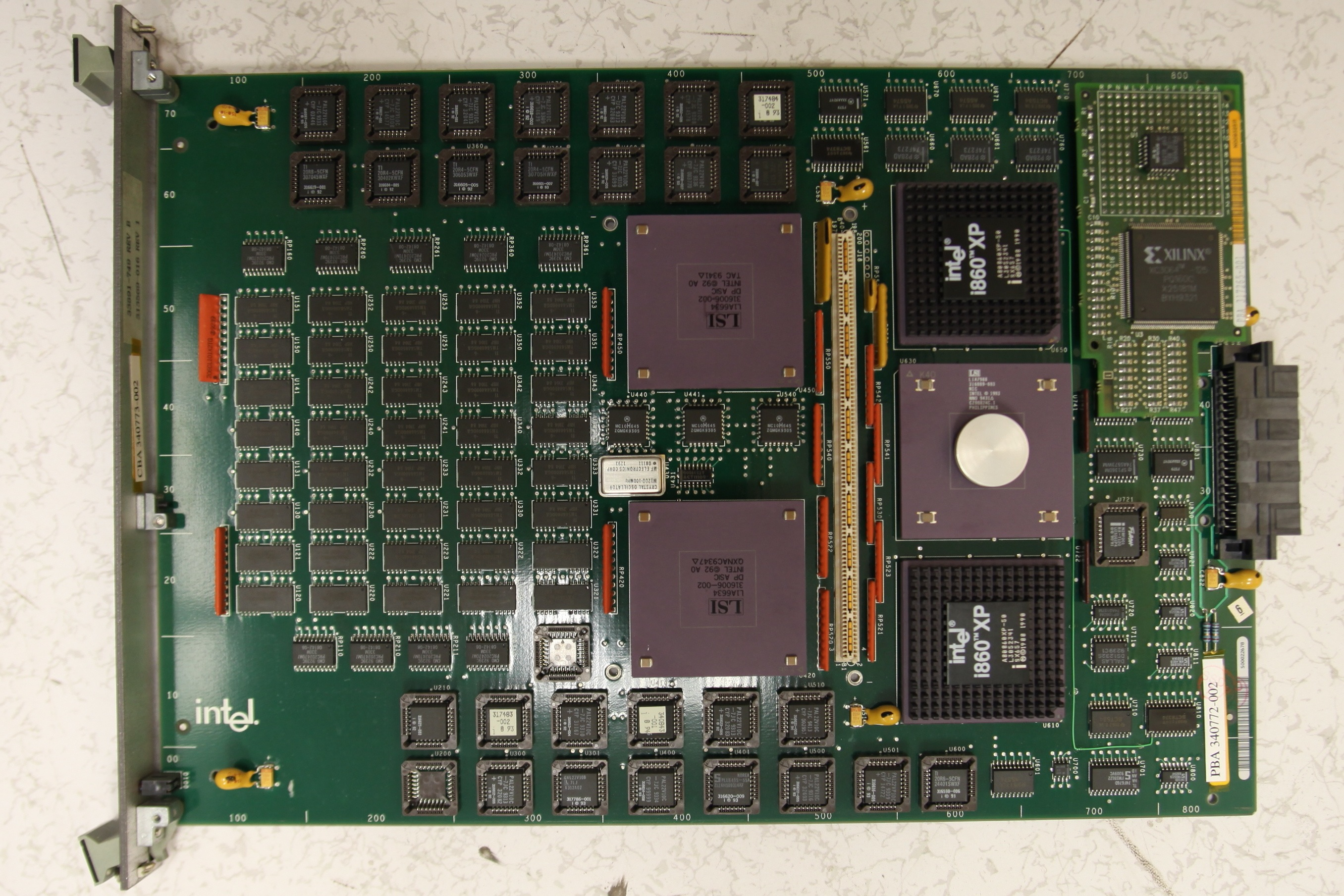
GP16 nodo di calcolo, lato componenti
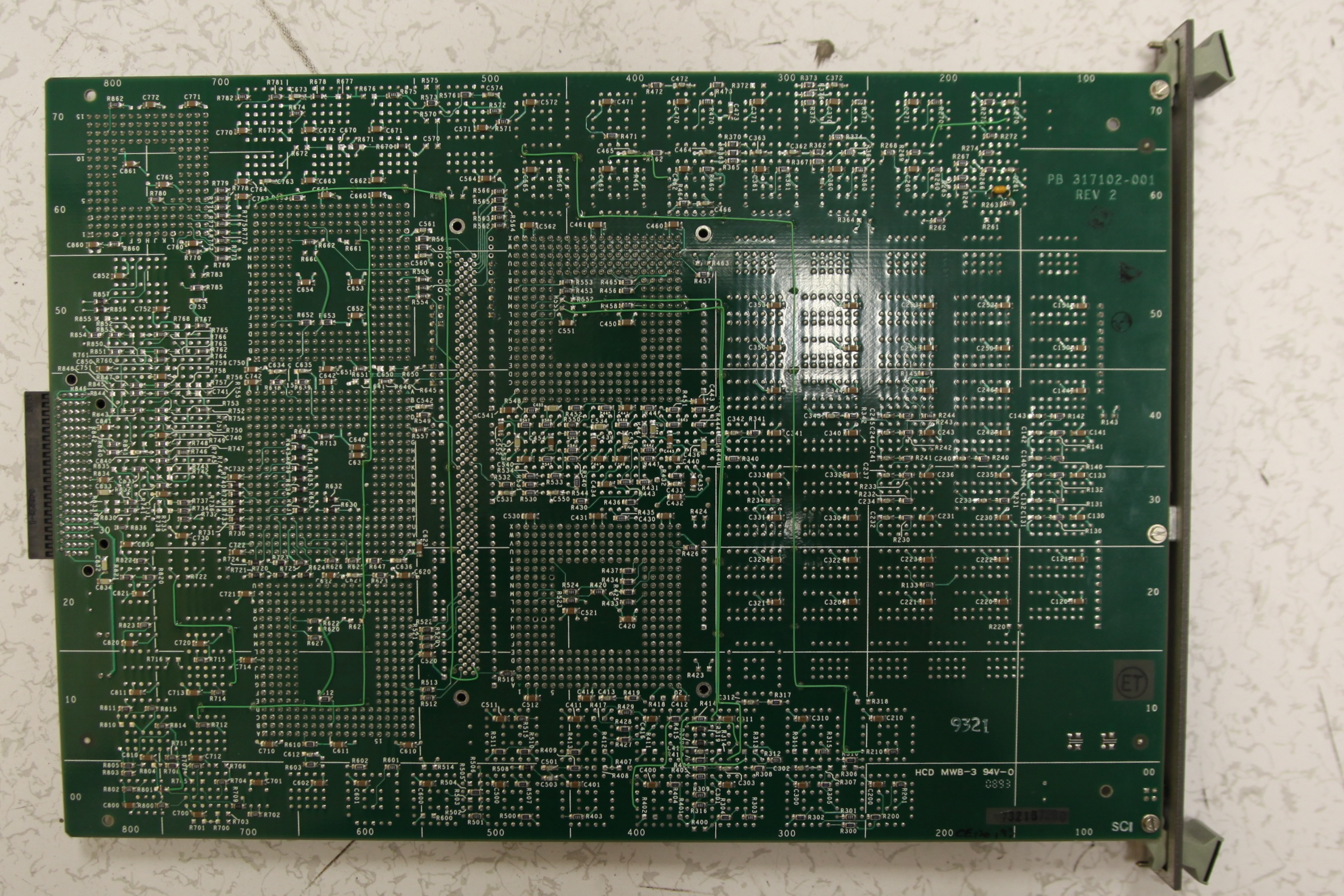
GP16 nodi di calcolo, lato saldature
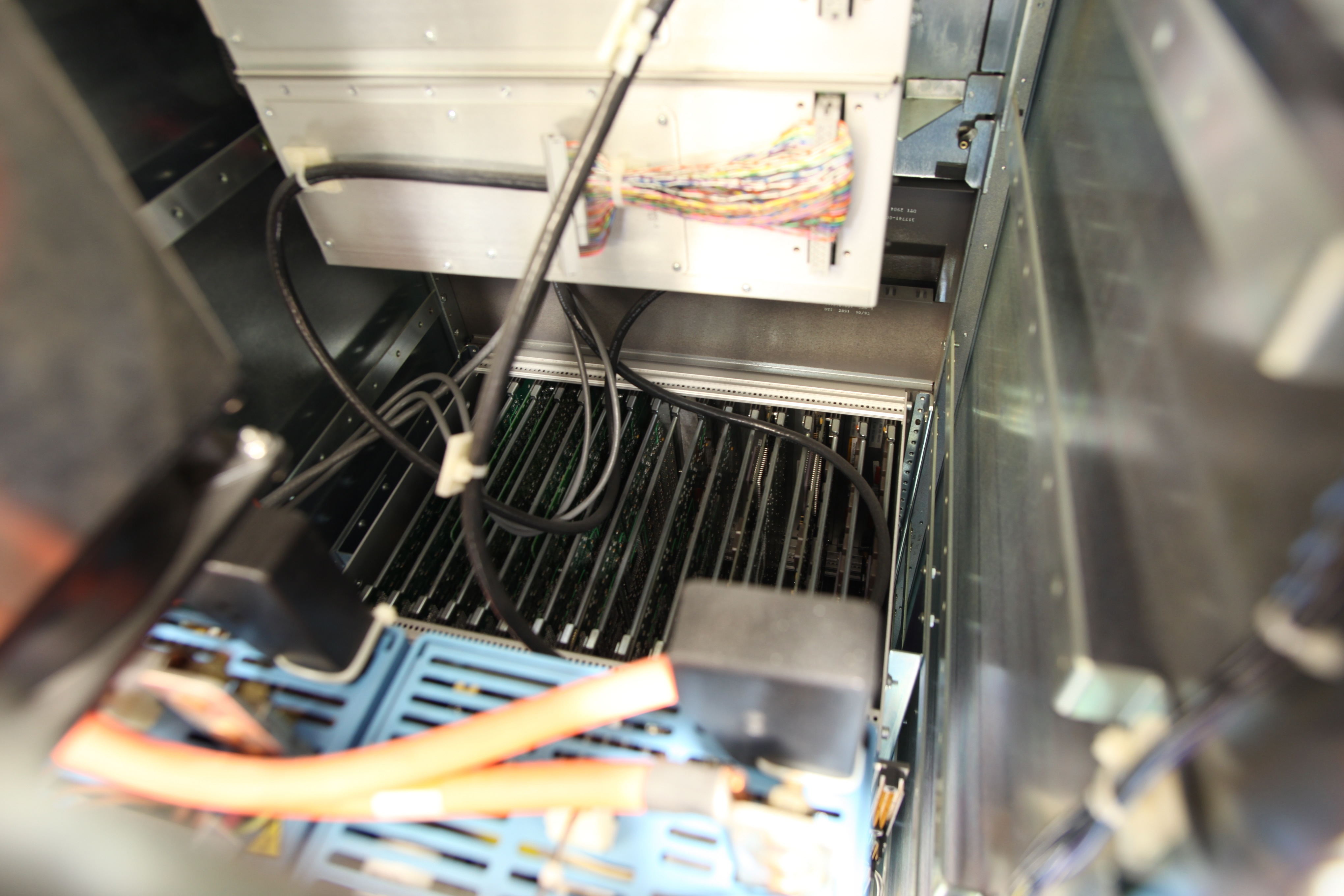
Nodo di calcolo all'interno dell'armadio dell'XP-E
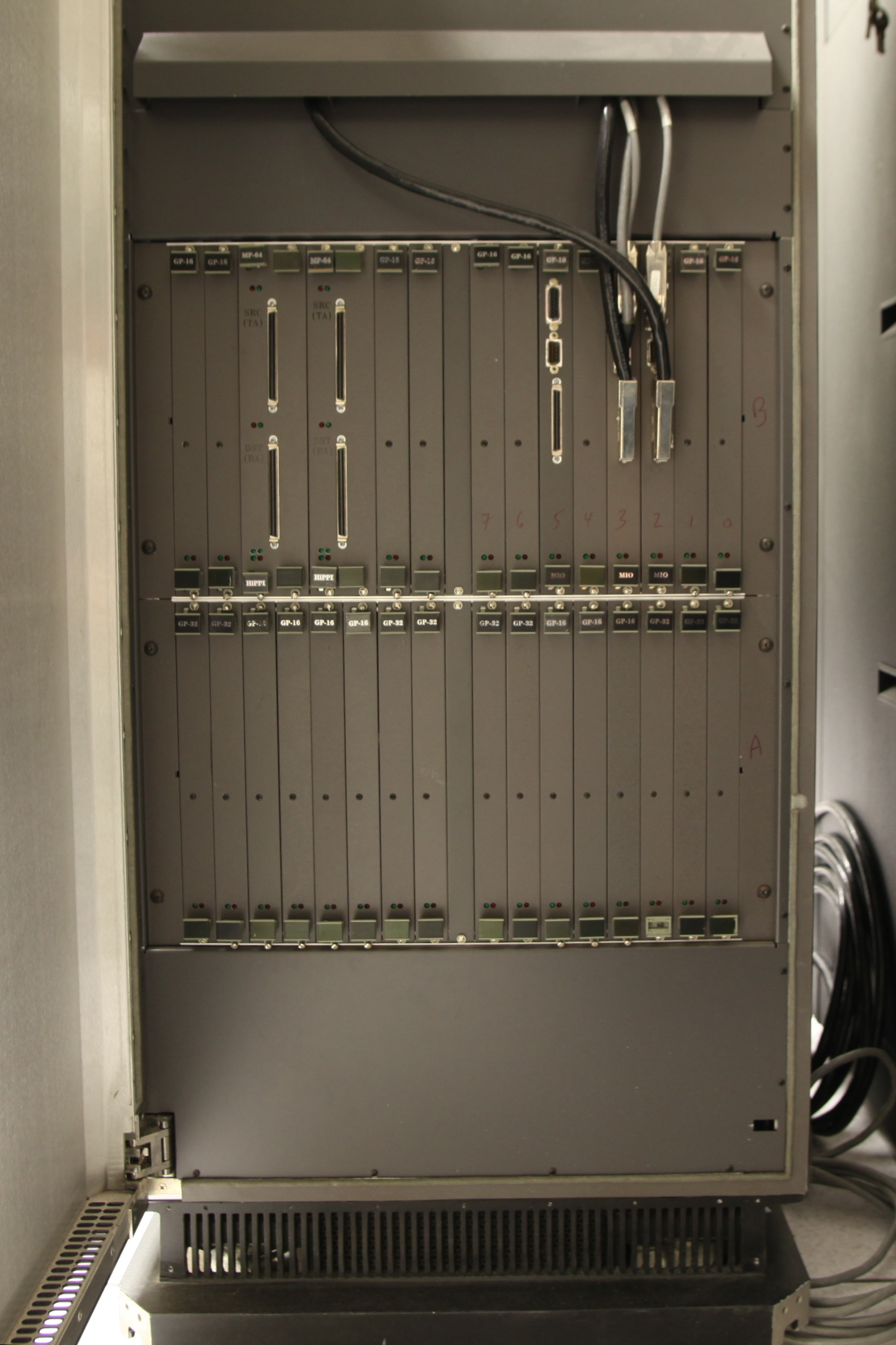
Nodi di calcolo (e di I/O) dentro un armadio XP-E

IL nodo di calcolo era disponibile in due configurazione, il GP16 con 16 MB di memoria e due CPU e l'MP16 con tre CPU. Ogni nodo aveva un'interfaccia B-NIC per collegarsi alla rete a griglia. Il nodo di calcolo era senza unità disco, tutti i dati da elaborare e i risultati viaggiavano lungo la rete.
L'ASIC che gestiva la connessione B-NIC è un chip quadrato senza dissipatore, anche le CPU i860 non richiedevano dissipatori attivi, come la maggior parte delle CPU dell'epoca.

## Nodo I/O

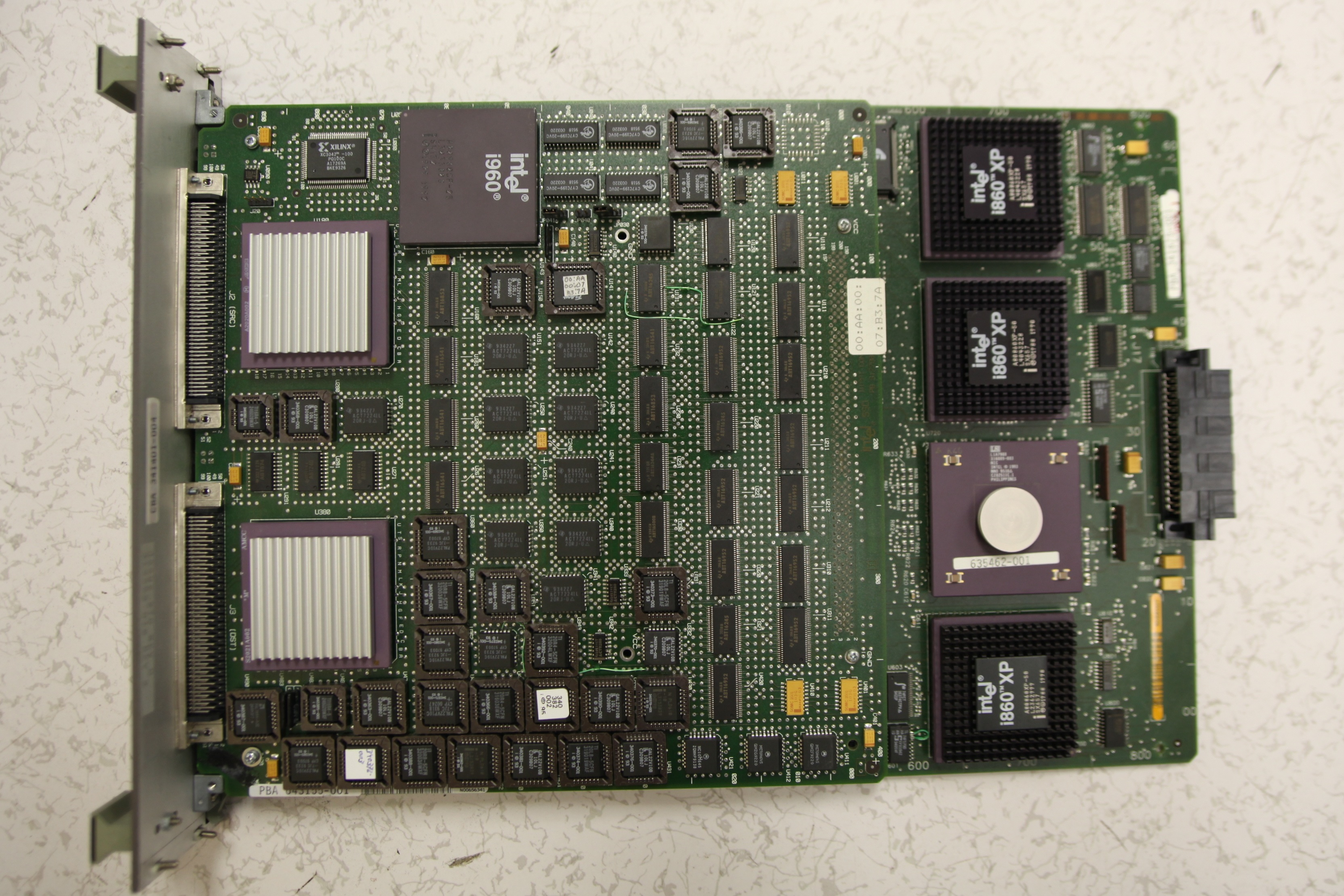
MP64 nodo I/O lato componenti
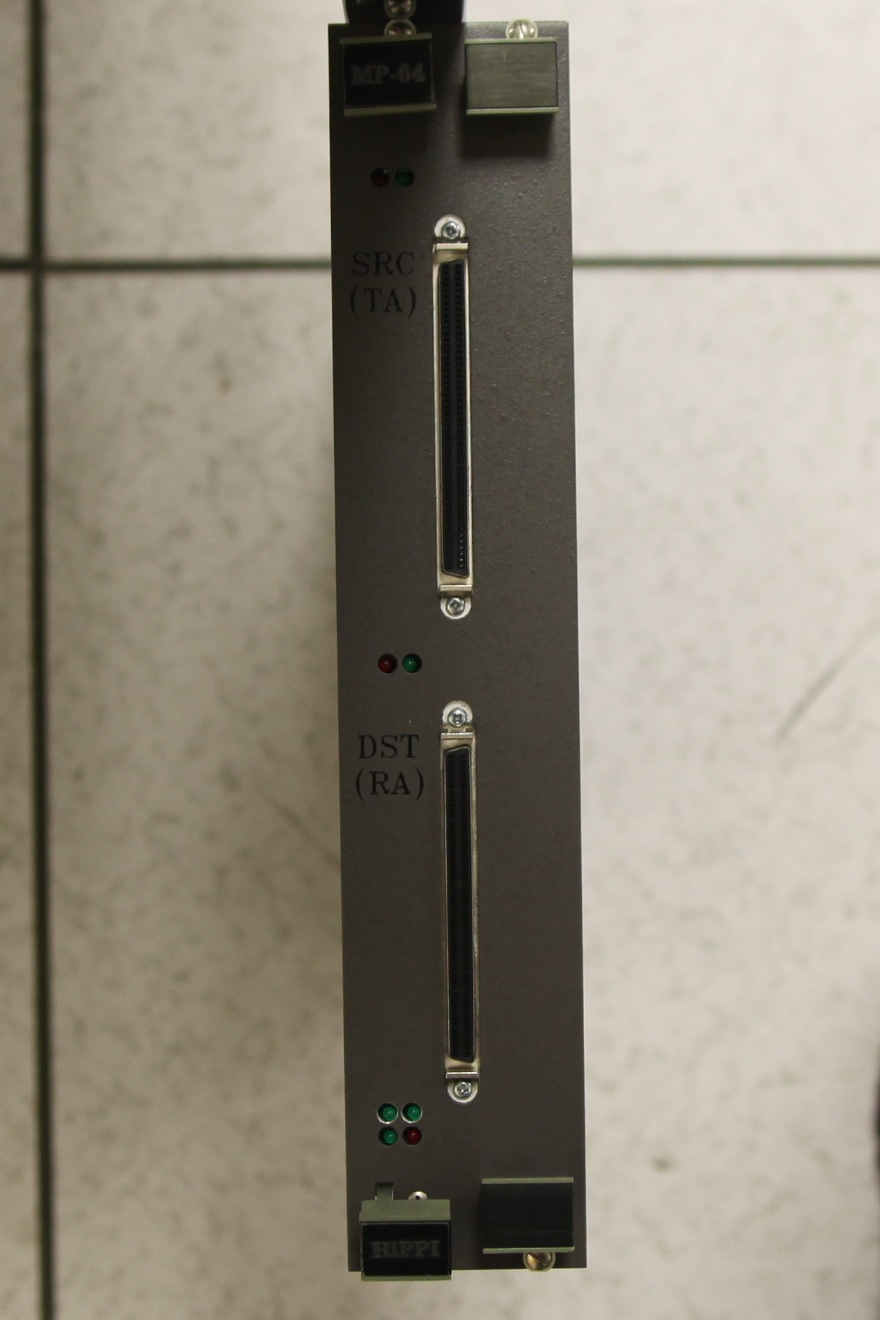
MP64 nodo I/O interfaccia HPPI
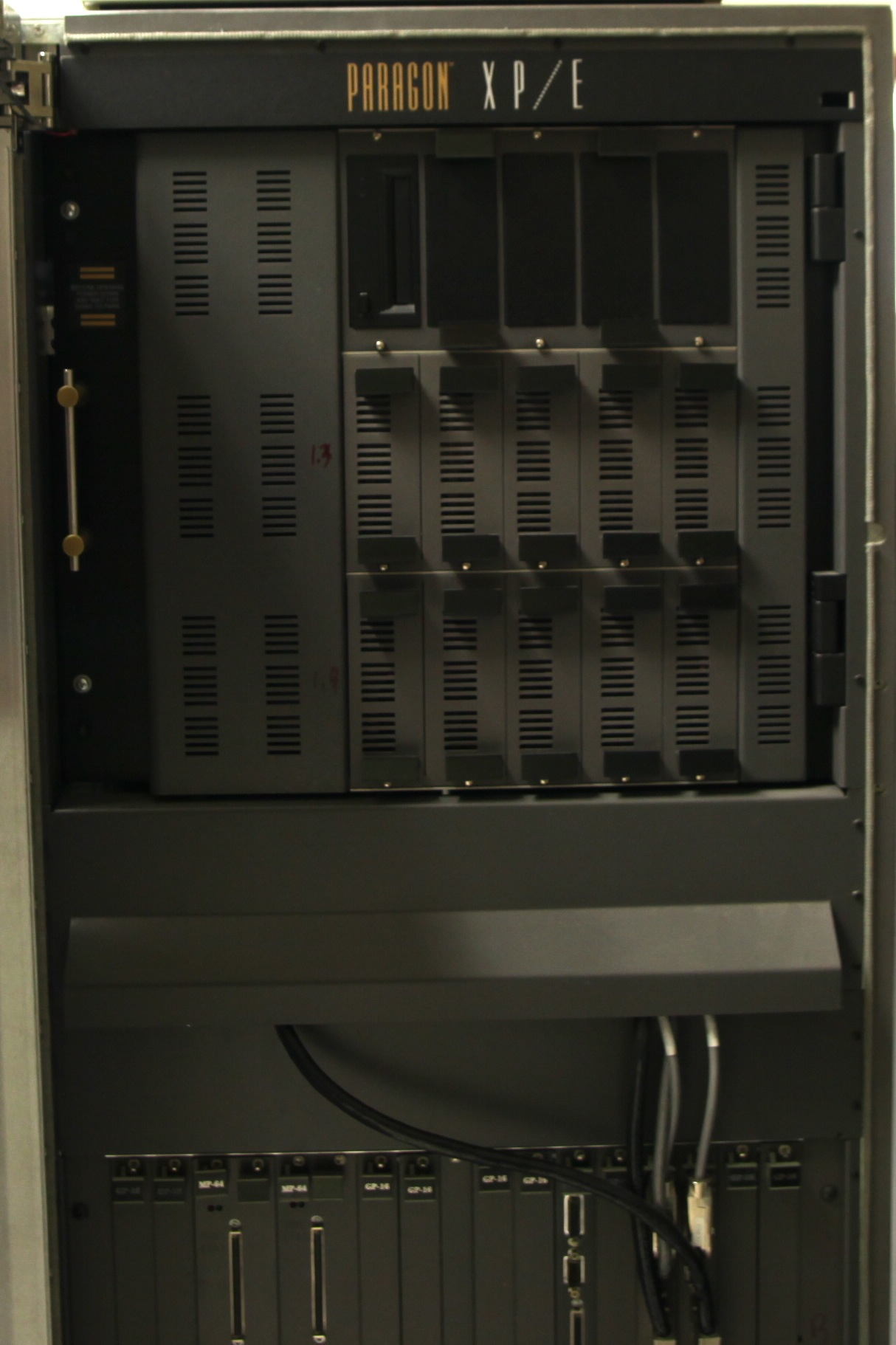
Armadio di storage

Ogni nodo di I/O era dotato di connessione SCSI o rete HiPPI e serviva a fornire i dati ai nodi di calcolo, non eseguivano programmi applicativi. Il nodo MP64 I/O era formato da tre CPU i869 e una CPU Intel i960 che venivano utilizzati per gestire i dischi.